# 埃爾埃斯孔迪多火山
05°31′10.1″N 75°02′36.5″W / 5.519472°N 75.043472°W
埃爾埃斯孔迪多火山（西班牙語：Volcán El Escondido）是哥倫比亞的火山，位於該國中部，由卡爾達斯省負責管轄，處於薩馬納，屬於哥倫比亞中部山脈的一部分，海拔高度1,700米。